# Distrito electoral de South Russell (condado de Otoe, Nebraska)
South Russell (en inglés: South Russell Precinct) es un distrito electoral ubicado en el condado de Otoe en el estado estadounidense de Nebraska. En el Censo de 2010 tenía una población de 520 habitantes y una densidad poblacional de 5,6 personas por km².

## Geografía
South Russell se encuentra ubicado en las coordenadas 40°39′38″N 96°17′3″O / 40.66056, -96.28417. Según la Oficina del Censo de los Estados Unidos, South Russell tiene una superficie total de 92.81 km², de la cual 92.71 km² corresponden a tierra firme y (0.1%) 0.1 km² es agua.

## Demografía
Según el censo de 2010, había 520 personas residiendo en South Russell. La densidad de población era de 5,6 hab./km². De los 520 habitantes, South Russell estaba compuesto por el 97.5% blancos, el 0.38% eran afroamericanos, el 0.58% eran amerindios, el 0% eran asiáticos, el 0% eran isleños del Pacífico, el 0.58% eran de otras razas y el 0.96% pertenecían a dos o más razas. Del total de la población el 0.96% eran hispanos o latinos de cualquier raza.